# Skakalapiak
Skakalapiak, naziv za jednu od skupina Colville Indijanaca, jednog plemena porodice salishan, koji su prema Rayu, 1932. imali selo Kakalapia blizu nekadašnjeg gradića Harvey u Washingtonu kojeg je utemeljio 1884. pionir, rudar i graditelj George W Harvey, ali je napušten 1922. Selo Kakalapia nalazilo se na mjestu gdje je Harvey izgradio trajekt za prijelaz prijeko rijeke Columbia.